# Tàngara de galons vermells
La tàngara de galons vermells (Tachyphonus phoenicius) és un ocell de la família dels tràupids (Thraupidae).

## Hàbitat i distribució
Habita els clars de la selva pluvial, vegetació secundària, bosc obert, matolls i sabana de les terres baixes de l'est de Colòmbia, sud de Veneçuela i Guaiana i cap al sud a l'ample de l'est de l'Equador fins l'est del Perú, nord-est de Bolívia i Brasil amazònic.